# Вялимаа, Кирси
Кирси Вялимаа (в замужестве Антила; фин. Kirsi Välimaa, род. 15 октября 1978, Йямиярви, Турку-Пори) — финская лыжница, победительница этапа Кубка мира. Универсал, одинаково успешно выступала и в спринтерских, и в дистанционных гонках.
В Кубке мира Вялимаа дебютировала 7 марта 1999 года, в марте 2005 года одержала единственную победу на этапе Кубка мира, в эстафете. Кроме этого имеет на своём счету 8 попаданий в тройку лучших на этапах Кубка мира, 2 в спринте и 6 в эстафетах. Лучшим достижением Вялимаа в общем итоговом зачёте Кубка мира является 19-е место в сезоне 2002/03.
На Олимпиаде-2006 в Турине заняла 34-е место в скиатлоне 7,5+7,5 км.
За свою карьеру принимала участие в двух чемпионатах мира, лучший результат 5-е место в эстафете на чемпионате мира 2005 года в Оберстдорфе, а в личных гонках 10-е место в гонке на 10 км классическим стилем на чемпионате мира 2003 года в Валь-ди-Фьемме.
Использовала лыжи производства фирмы Peltonen, ботинки и крепления Salomon.
Жена биатлониста Тимо Антилы.